# Willie Lee Rose
Willie Lee Rose (Moneta, 18 de maio de 1927 - Baltimore, 20 de junho de 2018) foi uma historiadora norte-americana, focada no período da escravidão e da Reconstrução. Sua primeira obra, Rehearsal for Reconstruction (em português: Ensaio para Reconstrução), foi o primeiro livro a receber dois prêmios da Sociedade de Historiadores Americanos. Rose também foi professora da Universidade Johns Hopkins.

## Biografia

### Vida pessoal
Rose nasceu em 18 de maio de 1927, na região de Moneta, na Virgínia, como Willie Lee Nichols, filha de Willie Chafin e Grady Nichols. Se formou na Bedford High School em 1944; Graduou-se em História na Mary Washington College; e em 1962, obteve seu doutorado através da Universidade Johns Hopkins. Casou-se com William G. Rose, que faleceu em 1985. Em 1978, sofreu um acidente vascular cerebral (AVC), que dificultou suas atividades de escrita e leitura. Quando se aposentou, em 1992, foi morar em uma comunidade para aposentados em Baltimore. Rose faleceu no dia 20 de junho de 2018, em sua casa, enquanto dormia.

### Carreira
Começou a lecionar em 1947, em escolas públicas do Condado de Howard; também lecionou em escolas do Condado de Baltimore, Towson University, Goucher College, Universidade da Virgínia, e na Universidade Johns Hopkins entre os anos de 1973 e 1992, quando se aposentou.
Em 1964, publicou sua primeira obra, o Rehearsal for Reconstruction (em português: Ensaio para Reconstrução), que relata as mudanças que ocorreram em 1861, após as tropas da União vencerem dos confederados em Port Royal, na Carolina do Sul, libertando cerca de 10.000 escravizados; este foi o primeiro livro a receber dois prêmios da Sociedade de Historiadores Americanos, por melhor dissertação e melhor obra da história americana.
Em 1970, Rose foi líder do Comitê sobre o Status da Mulher na Profissão Histórica da Associação Histórica Americana, criado para avaliar as oportunidades das mulheres no campo da história; através desse comitê, foi verificado a desigualdade de gênero nas oportunidades acadêmicas, onde somente 15% do doutorado dos departamentos de pós-graduação de elite eram destinados às mulheres.

## Homenagens
Em homenagem a Rose, a Associação Sulista para Mulheres Historiadoras criou a premiação de melhor livro da história do sul escrito por mulheres. O prêmio se chama Willie Lee Rose Prize e ocorre anualmente.

## Obras
- 1964 - Rehearsal for Reconstruction.[1]
- 1976 - A Documentary History of Slavery in North America.[1]
- 1982 - Slavery and Freedom.[1]

## Prêmios e honrarias
- Prêmio Allan Nevins (pela obra: Rehearsal for Reconstruction, como melhor dissertação).[1]
- Prêmio Francis Parkman (pela obra: Rehearsal for Reconstruction, como melhor obra da história americana).[1]
- Troyer Steele Anderson Prize.[3]